# Football Club Koper
El FC Koper es un club de fútbol de Eslovenia de la ciudad de Koper. Fue fundado en 1920 y se desempeña en la liga Prva SNL. En 1955 se fusionaron con el Meduza Koper para ser el NK Koper.

## Historia
A partir de los registros, parece que el fútbol en Koper se jugó ya en la década de 1920, pero oficialmente, el club tomó el nombre NK Koper en 1955, cuando se formó por la fusión de dos equipos de fútbol: Aurora y Meduza. El club jugó bajo este nombre en diferentes ligas de Yugoslavia hasta 1991 y fue uno de los clubes más exitosos de Eslovenia. Después de la independencia de Eslovenia, el club comenzó a jugar en la Prva SNL y la Segunda Liga de Eslovenia. A principios de la década de 1990, el club estaba logrando el éxito mitad de la tabla. A finales de la década de 1990, el club había sido relegado a la segunda división en dos ocasiones, tenía graves problemas financieros y rebautizado como FC Koper, evitando así la necesidad de pagar sus deudas. Con la llegada del nuevo milenio, el FC Koper logra consistentemente posiciones en la mitad superior de la tabla (logra el tercer puesto en la temporada 2001-02, su nivel más alto desde la independencia de Eslovenia). En la temporada 2003-04, estaban jugando en una competición europea por primera vez desde 1991: la Copa Intertoto de la UEFA. Dos años de mitad de la tabla anonimato y dificultades financieras significativas siguieron, en parte porque el antiguo dueño, Georg Suban, dejó deudas sustanciales para el club y tomó la mitad del equipo con él cuando se trasladó a la otra esloveno PrvaLiga] equipo de Mura de Murska Sobota.
Los aficionados tomaron el control del club y trataron de mejorar sus finanzas para salvarlo de la quiebra y desapareciendo al igual que otros tres grandes clubes eslovenos (Olimpija, Mura y Liubliana), con un éxito razonable. En la temporada 2005-06, Mladen Rudonja volvió al club y trajo con él el empresario serbio-estadounidense Milán Mandarić, que pagó todas las deudas restantes. Después de la primera mitad de la temporada, antes de la llegada del nuevo patrón, Koper estaba luchando contra el descenso, pero en la segunda parte de la temporada, con un nuevo entrenador, Milivoj Bracun, el club inició una racha de imbatibilidad que les llevó a alcanzar el tercer lugar en el esloveno PrvaLiga] y para ganar la Copa de Eslovenia, por primera vez, el primer trofeo del FC Koper desde la independencia de Eslovenia de Yugoslavia. Esto también se clasificó el equipo a jugar en las rondas de clasificación de la Copa de la UEFA en la temporada 2006-07. Las siguientes temporadas fueron más difíciles, con el club evitando por poco el descenso en 2009. En la temporada 2009-10, el equipo se amplió y, bajo la dirección del veterano mediapunta / director de fútbol Miran Pavlin finalmente ganó el campeonato de la liga eslovena la primera vez, ganando un lugar en la fase de clasificación de la UEFA Champions League, donde sucumbieron a un espíritu 5-4 agg. derrota ante el Dinamo Zagreb (1-5, 3-0). En la secuela, Pavlin dejó el club.
- 1955: Fusión de Aurora Koper y Meduza Koper NK Koper
- 1990: Cambio de nombre de NK Koper Capodistria
- 2002: Cambio de nombre de FC Koper
- 2003: Cambio de nombre a FC Anet Koper
- 2008: Cambio de nombre a FC Luka Koper

## Uniforme
- Uniforme titular: Camiseta amarilla, pantalón amarillo, medias amarillas.
- Uniforme alternativo: Camiseta roja, pantalón blanco, medias blancas.

## Estadio
El estadio SRC Bonifika es el estadio polivalente de Koper.
Toma el nombre de la zona en la que se ha realizado (Bonifika, en castellano bonificación).
Construido en 1962, tenía originalmente un aforo de 3557 espectadores, que aumentó a 4500 tras la reforma de 1996. Recientemente se han terminado los trabajos de reforma de la instalación, con una tribuna nueva y la renovación de toda la instalación de alumbrado.
Cuenta con una capacidad de 4190 espectadores.

## Palmarés
- Liga de la República de Eslovenia (2):[2] 1984-85, 1987-88
- Primera Liga de Eslovenia (1): 2009-10
- Segunda Liga de Eslovenia (1): 1999-00
- Tercera Liga de Eslovenia (1): 2018-19
- Cuarta Liga de Eslovenia (1): 2017-18
- Copa de la República de Eslovenia (2):[2] 1989–90, 1990-91
- Copa de Eslovenia (4): 2005-06, 2006-07, 2014-15, 2021-22
- Supercopa de Eslovenia (2): 2010, 2015
- MNZ Koper Cup (2): 2017-18, 2018-19

## Participación en competiciones de la UEFA
| Temporada | Torneo                        | Ronda            | Club               | Resultado |
| --------- | ----------------------------- | ---------------- | ------------------ | --------- |
| 2002      | Intertoto Cup                 | 1                | Helsingborgs IF    | 0–1, 0–0  |
| 2003      | Intertoto Cup                 | 1                | Zagreb             | 1–0, 2–2  |
| 2003      | Intertoto Cup                 | 2                | Dubnica            | 1–0, 2–3  |
| 2003      | Intertoto Cup                 | 3                | Egaleo FC Athene   | 3–2, 2–2  |
| 2003      | Intertoto Cup                 | Semifinales      | SC Heerenveen      | 0–2, 1–0  |
| 2006–07   | UEFA Cup                      | Clasificatoria 1 | PFC Litex Lovech   | 0–1, 0–5  |
| 2007–08   | UEFA Cup                      | Clasificatoria 1 | Široki Brijeg      | 1–3, 2–3  |
| 2008–09   | UEFA Cup                      | Clasificatoria 1 | Vllaznia Shkodër   | 1–2, 0–0  |
| 2010–11   | UEFA Champions League         | Clasificatoria 2 | Dinamo Zagreb      | 3–0, 1–5  |
| 2011–12   | UEFA Europa League            | Clasificatoria 1 | Shakhter Karagandy | 1–1, 1–2  |
| 2014–15   | UEFA Europa League            | Clasificatoria 1 | Čelik Nikšić       | 4–0, 5–0  |
| 2014–15   | UEFA Europa League            | Clasificatoria 2 | Neftchi Baku       | 0–2, 2–1  |
| 2015–16   | UEFA Europa League            | Clasificatoria 1 | Víkingur Reykjavík | 2–2, 1–0  |
| 2015–16   | UEFA Europa League            | Clasificatoria 2 | Hajduk Split       | 3–2, 1–4  |
| 2022–23   | UEFA Europa Conference League | Clasificatoria 2 | Vaduz              | 0-1, 1-1  |
| 2025-26   | UEFA Europa Conference League | Clasificatoria 1 | Željezničar        | 3-1, 1-1  |
| 2025-26   | UEFA Europa Conference League | Clasificatoria 2 | Viking             | 3-5, 0-7  |